# إميلي بانكر
إميلي بانكر (بالإنجليزية: Emily Bancker) هي ممثلة أمريكية، ولدت في 1861، وتوفيت في 5 يونيو 1897 في ألباني في الولايات المتحدة.